# Neoapachella rothi
Neoapachella rothi là một loài nhện trong họ Euctenizidae. Loài này phân bố ở Hoa Kỳ.